# Негоєшть (Бакеу)
Негоєшть, Негоєшті (рум. Negoiești) — село у повіті Бакеу в Румунії. Входить до складу комуни Штефан-чел-Маре.
Село розташоване на відстані 205 км на північ від Бухареста, 41 км на південь від Бакеу, 119 км на південний захід від Ясс, 123 км на північний захід від Галаца, 115 км на північний схід від Брашова.

## Населення
За даними перепису населення 2002 року у селі проживали 909 осіб, з них 908 осіб (99,9%) румунів. Рідною мовою 908 осіб (99,9%) назвали румунську.